# Magiczny amulet
Magiczny amulet (ang. Dead Last, 2001) – amerykański serial przygodowy wyprodukowany przez Warner Bros.
Światowa premiera serialu miała miejsce 14 sierpnia 2001 roku na antenie The WB. Na kanale miało zostać wyemitowane 13 odcinków, ale zostało wyemitowanych tylko 5 odcinków. Ostatni odcinek został wyemitowany 18 września 2001 roku. W Polsce serial nadawany był dawniej na kanale TVN 7.

## Obsada
- Kett Turton jako Vaughn Parrish
- Sara Downing jako Jane Cahill
- Tyler Labine jako Scotty Sailback
- Wayne Pere jako Dennis Budny

## Spis odcinków
| N/o            | Tytuł angielski             |
| -------------- | --------------------------- |
|                |                             |
| SERIA PIERWSZA |                             |
|                |                             |
| 01             | Pilot                       |
|                |                             |
| 02             | Heebee Geebees              |
|                |                             |
| 03             | Death Is In The Air         |
|                |                             |
| 04             | The Mulravian Candidate     |
|                |                             |
| 05             | The Problem With Corruption |
|                |                             |
| 06             | To Serve, With Love         |
|                |                             |
| 07             | Gastric Distress            |
|                |                             |
| 08             | Teen Spirit                 |
|                |                             |
| 09             | He Who Smelt It             |
|                |                             |
| 10             | Laughlin It Up              |
|                |                             |
| 11             | Jane's Exit                 |
|                |                             |
| 12             | The Crawford Touch          |
|                |                             |
| 13             | Live and Amulet Die         |
|                |                             |